# Quiksilver Pro Gold Coast
O Quiksilver Pro Gold Coast é um evento do ASP World Tour. Esse evento acontece em Gold Coast, Austrália e é disputada atualmente por 36 surfistas, valendo 10,000 pontos no ranking ao seu campeão nesses últimos anos.

## Campeões
Ref.
| Campeões |                |        |                  |        |
| Ano      | Campeão        | Pontos | Vice             | Pontos |
| 2002     | Joel Parkinson | ----   | Cory Lopez       | ----   |
| 2003     | Dean Morrison  | ----   | Mark Occhilupo   | ----   |
| 2004     | Michael Lowe   | 17.34  | Andy Irons       | 14.16  |
| 2005     | Mick Fanning   | 16.97  | Chris Ward       | 11.90  |
| 2006     | Kelly Slater   | 16.17  | Taj Burrow       | 14.60  |
| 2007     | Mick Fanning   | 16.17  | Bede Durbidge    | 12.00  |
| 2008     | Kelly Slater   | 17.94  | Mick Fanning     | 15.23  |
| 2009     | Joel Parkinson | 18.83  | Adriano de Souza | 11.30  |
| 2010     | Taj Burrow     | 15.57  | Jordy Smith      | 12.56  |
| 2011     | Kelly Slater   | 11.20  | Taj Burrow       | 10.17  |
| 2012     | Taj Burrow     | 15.86  | Adriano de Souza | 15.60  |
| 2013     | Kelly Slater   | 18.56  | Joel Parkinson   | 17.47  |
| 2014     | Gabriel Medina | 16.33  | Joel Parkinson   | 16.27  |
| 2015     | Filipe Toledo  | 19.60  | Julian Wilson    | 14.70  |
| 2016     | Matt Wilkinson | 14.20  | Kolohe Andino    | 13.66  |
| 2017     | Owen Wright    | 14.66  | Matt Wilkinson   | 13.50  |
| 2018     | Julian Wilson  | 17.43  | Adrian Buchan    | 15.10  |
| 2019     | Italo Ferreira | 12.57  | Kolohe Andino    | 12.43  |